# Bibasis imperialis
Bibasis imperialis is een vlinder uit de familie van de dikkopjes (Hesperiidae). De wetenschappelijke naam van de soort is voor het eerst geldig gepubliceerd in 1886 door Carl Plötz. Deze soort wordt wel tot de Burara-soortengroep gerekend.